# Jeffrey City
Jeffrey City è un census-designated place degli Stati Uniti d'America, situato nella Contea di Fremont dello stato del Wyoming. Nel censimento del 2000 la popolazione era di 106 abitanti.

## Storia
Jeffrey City prese il suo nome da Dr. C. W. Jeffrey, un ricco dottore proveniente da Rawlins, il quale finanziò anticipatamente l'impresa di Bob Adams di aprire un giacimento di uranio della compagnia Western Nuclear Corporation. La miniera venne aperta nel 1957, nel pieno della guerra fredda, periodo in cui la domanda di uranio era assai elevata.
Migliaia di persone affluirono a Jeffrey City in cerca di un lavoro ben remunerato, e la Western Nuclear progettò e realizzò un villaggio operaio per i lavoratori e le loro famiglie. Come conseguenza del boom demografico vennero costruite grandi scuole e addirittura una piscina olimpionica. Fra la fine degli anni settanta e l'inizio degli anni ottanta il mercato dell'uranio crollò e la miniera fu costretta alla chiusura. Come spesso era successo con altre boomtowns, Jeffrey City era totalmente dipendente dalla miniera locale, e dopo la chiusura gli abitanti non avevano più motivo di rimanervi. Quella che una volta era una fiorente cittadina con negozi, scuole, biblioteca, stazione di polizia, alberghi, chiese e cliniche nel giro di pochi anni divenne una città fantasma, infatti il 95% degli abitanti lascio Jeffrey City fra il 1983 e il 1986. Da allora rimasero poche abitazioni, una chiesa in disuso e un bar per i residenti e i viaggiatori lungo l'autostrada.

## Geografia fisica
Secondo i rilevamenti dell'United States Census Bureau, la località di Jeffrey City si estende su una superficie di 74,2 km², dei quali 73,7 km² sono occupati da terre, mentre 0,5 km² da acque.

## Popolazione
Secondo il censimento del 2000, a Jeffrey City vivevano 106 persone, ed erano presenti 32 gruppi familiari. La densità di popolazione era di 1,4 ab./km². Nel territorio comunale si trovavano 112 unità edificate. Per quanto riguarda la composizione etnica degli abitanti, il 98,11% era bianco, lo 0,94% era nativo e lo 0,94% apparteneva a due o più razze. La popolazione di ogni razza ispanica corrispondeva all'1,89% degli abitanti.
Per quanto riguarda la suddivisione della popolazione in fasce d'età, il 14,2% era al di sotto dei 18, l'8,5% fra i 18 e i 24, il 26,4% fra i 25 e i 44, il 41,5% fra i 45 e i 64, mentre infine il 9,4% era al di sopra dei 65 anni di età. L'età media della popolazione era di 46 anni. Per ogni 100 donne residenti vivevano 127,5 uomini.